# Линдеманн, Мэри
Мэри Линдеманн (Mary Lindemann; род. 1949, США) — американский историк. Доктор философии (1980). С 2004 года в Университете Майами, ныне эмерит-профессор, долголетняя заведующая кафедрой. Являлась президентом Американской исторической ассоциации (в 2020).
Родилась и выросла в пригороде Цинциннати в семье, принадлежавшей к низшему среднему классу. Первоначально она собиралась стать медиком и поступила на соотв. специальность в Университет Цинциннати. Однако затем переключилась на историю и с отличием защитит диссертацию об американской реакции на русскую революцию.
Занималась у ренессансоведа Guido Ruggiero. Первоначально, как большинство германистов в то время, она сосредоточилась на истории двадцатого века; также занималась историей медицины. Она найдет ранний современный период для себя наиболее привлекательным и специализируется с тех пор на трех областях: ранняя современная Европа, ранняя современная Германия и история медицины. Работала в архивах Гамбурга. Осенью 1980 года получила степень доктора философии в Университете Цинциннати. Являлась постдоком в Библиотеке герцога Августа. Спустя семь лет после защиты диссертации получила постоянную работу в Университете Карнеги-Меллона в Питтсбурге, где провела 17 лет (1987—2004), прошла путь от доцента до полного профессора за 10 лет. С 2004 года в Университете Майами, ныне эмерит-профессор, долголетняя заведующая кафедрой. Являлась президентом Американской исторической ассоциации (в 2020).
Первая книга — Patriots and Paupers: Hamburg, 1712—1830 (Oxford University Press, 1990).
Её книга Health and Healing in Eighteenth-Century Germany (Johns Hopkins University Press, 1996) удостоилась William H. Welch Medal Book Prize. Последняя монография — The Merchant Republics: Amsterdam, Antwerp, and Hamburg, 1648—1790 (Cambridge Univ. Press, 2015) {Рец.: , }.
На протяжении шести лет являлась соредактором Early Modern Women: An Interdisciplinary Journal.
Замужем.